# Rivière Port Joli
Pour les articles homonymes, voir Port-Joli.
La rivière Port Joli est un affluent de la rive sud du fleuve Saint-Laurent où il se déverse au sud-ouest du village de Saint-Jean-Port-Joli et au nord-est du village de L'Islet-sur-Mer. 
La rivière Port Joli coule dans les municipalités de Saint-Damase-de-L'Islet, de Sainte-Louise et de Saint-Jean-Port-Joli, dans la municipalité régionale de comté (MRC) de L'Islet, dans la région administrative de Chaudière-Appalaches, au Québec, au Canada.

## Géographie
La rivière Port Joli prend sa source de ruisseaux agricoles, situés dans la municipalité de Saint-Damase-de-L'Islet. Cette source est située à 9,7 km au sud-est de la rive sud du fleuve Saint-Laurent, à 12,1 km à l'est du centre du village de Saint-Jean-Port-Joli et à 10,8 km au sud du centre du village de Saint-Roch-des-Aulnaies. Le lac Trois Saumons s'écoule par son extrémité nord-est.
À partir de sa source, la rivière Port Joli coule sur 18,6 km, répartis selon les segments suivants :
- 2,0 km vers le sud-ouest dans Saint-Damase-de-L'Islet, jusqu'à la limite de Sainte-Louise ;
- 1,3 km vers l'ouest dans Sainte-Louise, jusqu'à la limite de Saint-Jean-Port-Joli ;
- 8,4 km vers le sud-ouest, jusqu'à la route 204 ;
- 1,3 km vers le sud-ouest, jusqu'à l'autoroute 20 ;
- 5,6 km vers le sud-ouest, jusqu'à sa confluence.

Au terme de son cours, la rivière Trois Saumons se jette sur la longue grève (à marée basse) dans l'Anse Port Joli, sur la rive sud de l'estuaire moyen du Saint-Laurent. Cette confluence est située à 3,4 km au nord-est du village de L'Islet-sur-Mer et à 4,6 km au sud-ouest du village de Saint-Jean-Port-Joli.

## Toponymie
Le toponyme Rivière Port Joli a été officialisé le 2 décembre 1975 à la Commission de toponymie du Québec.